# Balmer Werder
Die kleine Insel Balmer Werder im Balmer See, dem südöstlichen Teil des Achterwassers, liegt nordöstlich des Ortes Balm. Balm gehört zur Gemeinde Benz im Landkreis Vorpommern-Greifswald in Mecklenburg-Vorpommern. 
Die Insel ist 6,3 Hektar groß, in der Nord-Süd-Ausdehnung 500 Meter lang und an ihrer breitesten Stelle 200 Meter breit. Ihre Höhe über NN beträgt 5,9 Meter.
Der Balmer Werder liegt zusammen mit der kleineren Insel Böhmke in einem 1967 eingerichteten Naturschutzgebiet im Naturpark Insel Usedom.